# Marco Weber (Filmproduzent)
Marco Weber (* 1966 in Leer (Ostfriesland)) ist ein in Los Angeles tätiger deutscher Filmproduzent, der seit Mitte der 1990er für eine Reihe prominent besetzter internationaler Filme verantwortlich zeichnet.

## Leben
Weber wurde im ostfriesischen Leer geboren und studierte an der Universität Bochum Theater und Filmgeschichte – nach einem kurzen Intermezzo in einer Stahlfabrik. Seine Sporen in der Medienbranche verdiente er sich als Aufnahmeleiter bei Der Preis ist heiß, bevor er Werbespots zu produzieren begann. Seine erste Filmproduktion war die Dokumentation Annie’s Shooting über Fotografin Annie Leibovitz.
Sein Ziel war indes das Kino. Deshalb ging er mit 25 nach Los Angeles, um dort Independent-Filme zu finanzieren und produzieren. Schon ein Jahr später gelang ihm das Debüt mit Generation X – Don’t do it mit Jungstars wie Heather Graham oder David Arquette. In Zusammenarbeit mit Regisseur Roland Emmerich (Independence Day) produzierte er den 20 Millionen US-Dollar teuren Science-Fiction-Thriller The Thirteenth Floor von Josef Rusnak, bei dem Vincent D’Onofrio und Armin Mueller-Stahl die Hauptrollen spielten.
1998 gründete er die Firma Atlantic Streamline, mit der er unter anderem die Krimi-Komödie You Are Dead mit John Hurt und Rhys Ifans realisierte. 2001 brachte der Flop von Die Männer Ihrer Majestät (Regie: Stefan Ruzowitzky, der 2007 für Die Fälscher den Oscar für den besten Auslandsfilm gewinnen sollte), das Unternehmen in Bedrängnis. Doch ein Jahr später gelang Weber sein bislang größter Hit – die schwarze Komödie, Igby, für die die Darsteller Kieran Culkin und Susan Sarandon Golden-Globe-Nominierungen erhielten. Regisseur und Autor Burr Steers wurde mit einer Independent-Spirit-Award-Nominierung für das beste Drehbuch gewürdigt. Im Zuge dieses Erfolgs schloss Weber 2003 einen Firstlook-Kofinanzierungs-Deal mit dem Studio Metro-Goldwyn-Mayer/United Artists ab.
Seine nächste Produktion erregte zunächst in Deutschland Aufsehen. 2005 entstand Rohtenburg, der sich an den authentischen Fall des verurteilten Mörders Armin Meiwes anlehnt, der 2001 einen Mann getötet und verspeist hatte. Auf Widerspruch des Straftäters, der seine Persönlichkeitsrechte verletzt sah, untersagte das Oberlandesgericht Frankfurt den für den 9. März 2006 geplanten deutschen Kinostart. Drei Jahre später wurde das Verbot vom Bundesgerichtshof aufgehoben. Im Ausland sorgte der Film für positive Furore: Auf renommierten Filmfestivals wie im spanischen Sitges oder dem koreanischen Puchon erhielt Rohtenburg unter anderem Auszeichnungen für die beste Regie (Martin Weisz) und die besten Hauptdarsteller (Thomas Kretschmann, Thomas Huber).
Währenddessen war Weber, der weiterhin von Los Angeles aus operierte, zu einem wichtigen Spieler der deutschen Filmindustrie avanciert. Ende 2005 erwarb er mit Partner Helge Sasse und einer deutsch-amerikanischen Investorengruppe einen 50,1-Prozent-Anteil an dem insolventen Traditionsverleih Senator Entertainment AG. Weber gab dem Unternehmen mit einer gezielten Akquisitions- und Produktionspolitik ein neues Profil. 2007 konnte er mit dem oscarprämierten Pans Labyrinth (287.905 Zuschauer – Quelle: FFA), Zimmer 1408 (537.334 – Quelle: FFA) und Quentin Tarantinos Death Proof – Todsicher (572.906 Zuschauer – Quelle: FFA) größere zählbare Erfolge vorweisen. Mit dem Label Autobahn versuchte er innovatives Genrekino zu propagieren, was beispielsweise mit dem Low-Budget-Film Hard Candy (77.794 Zuschauer – Quelle: FFA) mit Elliot Page gelang. Ende 2007 hatte Senator mit einem Umsatzerlös von 68,37 Millionen Euro die Ergebnisse des Vorjahrs nahezu verdoppelt.
Parallel blieb Weber als Produzent aktiv. Als Geschäftsführer der amerikanischen Senator-Tochter Senator Entertainment Inc., USA, realisierte er zwei hochkarätig besetzte Independent-Filme, – das Familiendrama Zurück im Sommer mit Julia Roberts, Willem Dafoe und Ryan Reynolds und die Bret-Easton-Ellis-Adaption The Informers mit Mickey Rourke, Kim Basinger und Winona Ryder, die beide weltweit verkauft wurden. Darüber hinaus war er als ausführender Produzent an Vincent Natalis Science-Fiction-Thriller Splice – Das Genexperiment mit Adrien Brody beteiligt.
Im heimischen Markt hatten die Filme des Senator-Verleihs 2008 indes einen schweren Stand – so enttäuschten auch von der Kritik gelobte Streifen wie Das Waisenhaus (Zuschauer 100.371 – Quelle: FFA). Die Reihe Autobahn konnte sich im Kino nicht durchsetzen. Erst im Frühjahr 2009 bescherte der von Weber eingekaufte Der Vorleser mit Kate Winslet, die dafür den Oscar als beste Hauptdarstellerin erhielt, dem Unternehmen wieder einen Blockbuster. Mit 2.134.990 Zuschauern (Quelle: FFA) war er der erfolgreichste Film in der Unternehmensgeschichte seit 2003.
Bereits im August 2008 hatte sich Weber aus dem Vorstand der Senator Entertainment AG zurückgezogen, um sich mit der Senator Entertainment Inc. auf sein Kerngeschäft – die Produktion – zu konzentrieren. Seither realisierte er den Thriller Unthinkable mit Samuel L. Jackson, und war Ausführender Produzent bei Antoine Fuquas Thrillerdrama Gesetz der Straße – Brooklyn’s Finest mit Richard Gere und Ethan Hawke.
Für 2010 ist die Videospielverfilmung Clock Tower vorgesehen, bei der Martin Weisz (Rohtenburg) Regie führen wird.

## Persönliches
Marco Weber ist verheiratet und hat vier Kinder. Seine Frau war unter ihrem Geburtsnamen Caroline Schröder einer der Darsteller in der TV-Serie Sterne des Südens. Die Familie lebt in Beverly Hills.

## Filmografie (Auswahl)
(als Produzent – wenn nicht anders angegeben)
- 1994: Generation X (Ausführende Produktion)
- 1997: No Strings Attached
- 1999: The 13th Floor – Bist du was du denkst? (The Thirteenth Floor)
- 1999: You Are Dead
- 2001: Die Männer Ihrer Majestät (All the Queen's Men)
- 2002: Igby (Igby Goes Down)
- 2005: Rohtenburg
- 2008: Zurück im Sommer (Fireflies in the Garden)
- 2008: The Informers
- 2008: Splice – Das Genexperiment (Splice, Ausführende Produktion)
- 2009: Gesetz der Straße – Brooklyn’s Finest (Brooklyn’s Finest, Ausführende Produktion)
- 2010: Unthinkable – Der Preis der Wahrheit (Unthinkable)